# Linia kolejowa Wolverton – Newport Pagnell
Linia kolejowa Wolverton – Newport Pagnell – linia kolejowa w hrabstwie Buckinghamshire w Wielkiej Brytanii, łącząca stację Wolverton, odgałęzia się od London and North Western Railway (LNWR) (obecnie West Coast Main Line), z Newport Pagnell. Została otwarta dla ruchu pasażerskiego w 1867; początkowo planowano przedłużyć ją do Olney, jednakże prace przerwano po wykonaniu prac ziemnych (ślady przerwanych robót można jeszcze zobaczyć np. na Bury field).
W 1962 w ramach reformy kolei zwanej Beeching Axe podjęto decyzję o zamknięciu linii. Ostatecznie została zamknięta dla ruchu pasażerskiego w 1964, a dla towarowego w 1967. Po likwidacji utworzono na niej ścieżkę rowerową.

## Tło powstania
W 1817 został oddany do użytku kanał Newport Pagnell. Łączył on Wielki kanał Junction z Wielkim kanałem Linford oraz z Newport Pagnell. Sieć szlaków wodnych zapewniała transport w okolicy.
W 1845 LNWR chciało nabyć kanał i wybudować linię kolejową. Oferta ta była jednak odrzucana przez dwie dekady, aż do 1862, kiedy LNWR ostatecznie dokonało zakupu za 9000 funtów. Kanał został zamknięty w 1864. Linia kolejowa nie biegła jednak wzdłuż niego.
W 1845 i 1846 funkcjonowały również inne, niezależne plany budowy linii kolejowej do Newport Pagnell, jednakże z przyczyn finansowych inwestycje te nawet nie zostały rozpoczęte.

## Budowa i eksploatacja
Pozwolenie na budowę czteromilowego jednotorowego odcinka linii kolejowej wydano 16 czerwca 1863. Otwarcie dla ruchu towarowego nastąpiło już w 1866, a dla ruchu pasażerskiego 2 września 1867. Do sieci LNWR została przyjęta dopiero w 1875. Linię obsługiwała jedna lokomotywa, którą nazwano "Newport Nobby".
W 1865 rozpoczęto budowę przedłużenia trasy z Newport Pagnell do Olney, by tam połączyć się z Northampton and Peterborough Railway na wysokości stacji Wellingborough. Budowa została przerwana w 1871. W 1972 Olney zyskało połączenie kolejowe z Midland Railway's Bedford to Northampton Line; linia ta zamknięta została w 1962.
W 1898 na trasie zadebiutował wagon motorowy.
W 1900 linia włączona została jako odgałęzienie w struktury budowanej West Coast Main Line. Konieczność zaopatrzenia w wodę znacznie większej niż zakładano liczby parowozów w Bradwell powodowała jej niedobory. Woda dla stacji była pobierana z tego samego źródła, co dla miasta. W poniedziałki gospodynie domowe często atakowały załogę stacji z powodu braku wody. Z tego powodu zakazano zaopatrywania parowozów w wodę w Bradwell w poniedziałki.
Pomimo koncepcji elektryfikacji linii w 1904, LNWR nigdy pomysłu nie zrealizowało (elektryfikacja miała przynieść oszczędności, gdyż linia główna była też elektryfikowana).

## Zamknięcie
W latach 1962 w raporcie Richarda Beechinga stwierdzono, że 30% linii kolejowych przewozi w sumie mniej niż 1% pasażerów i należałoby je zamknąć. Mieszkańcy Newport Pagnell protestowali przeciwko zamknięciu linii, żądając ponownego rozpatrzenia ich wniosku. Wniosek został jednak oddalony 7 czerwca 1964 i linia została zamknięta. Ostatni pociąg pasażerski odjechał z Newport Pagnell 5 września 1964 o 17:34 tuż przed stuleciem linii. Beeching Axe spowodowało powszechną krytykę w Wielkiej Brytanii szczególnie w miejscowościach odcinanych od sieci kolejowej. Doszło też do swoistej demonstracji niezadowolenia – publicznie oblano wiadrem wody człowieka przebranego za Richarda Beechinga, który spowodował likwidację ponad 4000 mil linii kolejowych w Wielkiej Brytanii.
Linia została ostatecznie zamknięta w 1967, po czym tory zostały zdemontowane, a na ich miejscu zbudowano ścieżkę rowerową, stanowiącą część sieci Milton Keynes redway system.